# Медвежуть
«Медвежу́ть» — короткометражный советский мультипликационный фильм 1988 года. Жанр его можно определить как мультипликационную пародию на сюрреалистическое кино или психоделические триллеры.

## Сюжет
В начале фильма видна репродукция знаменитой картины Ивана Шишкина «Утро в сосновом лесу» с названием киностудии внизу. Через несколько секунд раздаётся звук грома со вспышкой, всё темнеет, медвежата убегают, а медведица остаётся, а затем на фоне появляется название мультфильма и звучит медвежий рёв. Медведь спит в своей берлоге. Его кошмарные сны периодически прерывает надоедливый комар.
В первом сне бобры строят плотину. Среди них один — бобёр-альбинос, который вдобавок ещё и романтик, мечтающий превратиться в птицу и улететь. Он бродит по лесу, пытаясь высидеть чьё-нибудь яйцо, но его отовсюду гонят птицы-мамаши. Вернувшись к плотине, он попадает в зону действия взрывных работ. Приняв круглый динамит за яйцо, незадачливый бобёр садится на него и, подброшенный взрывом, присоединяется к проносящемуся в небе клину птиц и улетает с ними.
Во втором сне медведь видит дом-бассейн, залитый водой, в котором живёт меланхоличная утка. Наблюдая, как аисты приносят в другие дома потомство, а к ней нет, утка задумчиво пьёт чай. Наконец ей приносят младенца-зайчонка, и она принимается его воспитывать: кормит червями, учит крякать, прятать голову под крыло, плавать, но заяц всё это не умеет делать, хотя постепенно он учится. Приходит аист, допустивший ошибку, и забирает зайчонка, оставляя утке взамен утёнка. Уносимый зайчонок жалобно крякает, а утёнок, очевидно, воспитывавшийся в это время у зайчихи, ведёт себя, как заяц, а рядом лежит огрызок морковки.
По окончании второго сна медведь вскакивает с постели и, пытаясь поймать комара, устраивает погром в своей берлоге. Медведь прибивает комара столом и, думая, что расправился с ним, ложится на груду обломков, прикрывается занавеской и опять засыпает.
В третьем медвежьем сне идёт обычная лесная жизнь: пауки и птицы ловят мух, ёжик собирает грибы, белка колет камнем орехи, кабан ест гриб, лиса гонится за зайцем, который внезапно натыкается на некий куб. Исследовав куб, заяц случайно находит способ его использования — из куба фонтаном извергается морковь. Увидев это, лиса делает вывод, что, завладев этим ящиком, она получит в неограниченном количестве свою любимую пищу, и подключается к зайцу. Сначала от куба она получила много рыбы, а затем шашлыки. К ним присоединяется кабан, и волшебный куб превращается в вагон с желудями. Все трое сыты «от пуза», сильно растолстели и бегать уже не могут. От скуки они кидают свои объедки в ящик, который внезапно закрывается и исчезает. Ожиревшая тройка начинает реветь, и ящик появляется вновь, они бросаются к ящику и после давки падают в него. Ящик переносит их в эпоху динозавров, где история повторяется: маленький динозавр, убегая от большого, спотыкается о куб, который открывается и отправляет жирных лесных жителей из будущего прямо в пасть к чудовищу. Динозавр счастлив.
Проснувшись в третий раз, медведь поймал-таки комара. Передумав убивать его, он его усыпляет, колыбельной. А когда комар засыпает у него на лапе, медведь начинает зудеть у него над ухом, и улетает вглубь картинки. Далее идут титры, сопровождаемые закадровым текстом из книги А. Э. Брема «Жизнь животных»: 

Медведь — такое оригинальное животное, что всякий узнаёт его по первому взгляду. Он не ест себе подобных, не бродит ночью по деревне в надежде схватить и утащить ребёнка. От времени до времени он влезает на дерево до самой верхушки и оттуда осматривает окрестность. Он особенно не любит, чтоб его дразнили или нарушали его покой.

## Создатели
- Авторы сценария и Кинорежиссёры — Алексей Шелманов, Василий Кафанов, Алексей Туркус
- Художники-постановщики — Елена Боголюбова, Ольга Боголюбова
- Кинооператор — Александр Чеховский
- Звукооператор — Борис Фильчиков
- Художники-мультипликаторы: Андрей Смирнов, Александр Горленко, Александр Панов, Тенно-Пент Соостер, Андрей Игнатенко, Александр Дорогов
- Художники: Игорь Олейников, С. Машкова, Е. Исайкина, Виктор Чугуевский, Анна Атаманова, К. Ерошева
- Ассистент режиссёра — Е. Качкова
- Монтажёр — Н. Снесарева
- Редакторы — Раиса Фричинская, Елена Никиткина
- Читает текст — Олег Севастьянов
- Директор съёмочной группы — Ольга Хрулёва